# Карстен Вархолм
Карстен Вархолм (норв. Karsten Warholm; рођен 28. фебруара 1996.) је норвешки атлетичар, светски рекордер у трци на  400 метара са препонама. Он је олимпијски шампион у Токију 2020. и троструки светски шампион.
Вархолм је освојио злато за 400 м препоне на светским првенствима 2017, 2019 и 2023, као и на европским првенствима 2018 и 2022. Два пута је тријумфовао у финалу Дијамантске лиге у дисциплини 400 м са препонама. Године 2021. проглашен је за спортисту године по избору Светске атлетике.
У јулу 2021. Вархолм је оборио светски рекорд стар 29 година на 400 м препоне. Следећег месеца на Олимпијским играма у Токију 2020. освојио је златну медаљу са временом од 45,94 секунде, оборивши сопствени светски рекорд за више од три четвртине секунде.

## Каријера

### Рана каријера
У 2014. Вархолм се такмичио у десетобоју. У то време, његова могућа будућа специјализација били су скок у даљ и 400 метара. Његови најслабији наступи у десетобоју били су у бацачким дисциплинама. У јуну 2014. Вархолм је поставио норвешки јуниорски рекорд на 400 м са временом 46,31 с.
У јулу 2015. освојио је сребро на 400 м на Европском првенству за јуниоре са временом 46,50 с. Такође је освојио сребро у десетобоју са 7764 поена.
У јулу 2016, док је учествовао у полуфиналу трке на 400 м препоне на Европском првенству, оборио је национални рекорд Норвешке са временом 48,84 с. Потом је завршио шести у финалу, са временом 49,82 с. У августу је стигао до полуфинала на 400 м препоне на Олимпијским играма у Рију 2016.

### 2017-2020: Европски рекорди и титула светског шампиона
У јулу 2017. Вархолм је освојио злато на 400 м препоне на Европском првенству за млађе сениоре, поставивши рекорд шампионата од 48,37 с. Такође је освојио сребро у трци на 400 м са временом 45,75 с. У августу је узео злато на 400 м препоне на Светском првенству у Лондону. са временом 48,35 с. Две недеље након успеха на Светском првенству, поправио је сопствени норвешки рекорд на 400 м препоне са резултатом од 48,22 с на митингу у Цириху.
На Европском првенству 2018. Вархолм је освојио златну медаљу на 400 м препоне са временом 47,64 с, што је био и нови европски рекорд за млађе сениоре.
Вархолм је освојио злато на 400 м на Европском првенству у атлетици у дворани 2019. Његово време од 45.05 с био је изједначен европски рекорд Томаса Шенлебеа из 1988. У јуну на Бислет играма у Ослу, оборио је европски рекорд на 400 м са препонама са временом 47,33 с. На митингу у Лондону у јулу, Вархолм је побољшао свој рекорд на 47.12 с. На митингу у Цириху у августу 2019. Вархолм је поставио нови европски рекорд са временом 46,92 с, чиме је постао трећи човек који је истрчао 400 метара са препонама за испод 47 секунди. До циља га је пратио Раи Бенџамин, који је постао четврти човек која је трчао испод 47 секунди (46,98). На Светском првенству 2019. у Дохи, Вархолм је победио на 400 м препоне у времену 47,42 секунде, одбранивши тако своју шампионску титулу из 2017.
Вархолм се 11. јуна 2020. такмичио на Бислет стадиону у Ослу у трци на 300 метара с препонама. Истрчао је најбоље време на свету свих времена (33,78 с) и тако надмашио незванични светски рекорд Криса Ролинсона од 34.48, постављеног 2002. године. Вархолм је 23. августа 2020. у Стокхолму истрчао нови европски рекорд у времену 46,87 с и тако постао први човек који је два пута у животу трчао 400 метара са препонама брже од 47 секунди.

### Светски рекорди и олимпијска титула
1. јула 2021, у својој првој трци у сезони на Бислет стадиону у Ослу, Вархолм је оборио светски рекорд Кевина Јанга из 1992. са временом 46,70 с. Вархолм је на одложеним Олимпијским играма у Токију оборио сопствени рекорд за 0,76 секунди, освојивши злато у времену новог светског рекорда 45,94 с. Вархолм је постао први Европљанин који је победио на Олимпијади још од Фолкера Бека из Москве 1980. године.
Освајач сребрне медаље Реј Бенџамин, са временом 46,17 с, такође је трчао брже од старог светског рекорда. Освајач бронзане медаље, Алисон дос Сантос, са временом 46,72 с, заостао је 0,02 секунде за старим светским рекордом. Сва тројица освајача медаља трчали су брже од старог олимпијског рекорда Кевина Јанга од 46,78 с истрчаног у Барселони 2012. године.

## Статистика каријере
- Информације са профила Карстена Вархолма на сајту Светске атлетике.[18]

### Лични рекорди
| Стаза        | Дисциплина    | Време (секунде.стотинке) | Датум                    | Место                           | Напомене                   |
| ------------ | ------------- | ------------------------ | ------------------------ | ------------------------------- | -------------------------- |
| На отвореном | 100 м         | 10.52                    | 28. мај 2016             | Лилестрем, Норвешка             |                            |
| На отвореном | 200 м         | 21.09 21.00 *            | 4. јун 2016 12. јун 2015 | Флоре, Норвешка Берум, Норвешка | * уз помоћ ветра           |
| На отвореном | 300 м         | 32.49                    | 22. август 2018          | Берген, Норвешка                | Незваничан светски рекорд  |
| На отвореном | 400 м         | 44.87                    | 10. јун 2017             | Флоре, Норвешка                 | Државни рекорд             |
| На отвореном | 300 м препоне | 33.26                    | 4. јуна 2021             | Осло, Норвешка                  | Незваничан светски рекорд  |
| На отвореном | 400 м препоне | 45.94                    | 3. август 2021           | Токио, Јапан                    | Светски рекорд             |
| У дворани    | 60 м          | 6.75                     | 28. јануар 2017          | Флоре, Норвешка                 |                            |
| У дворани    | 100 м         | 10.49                    | 28. јануар 2017          | Флоре, Норвешка                 |                            |
| У дворани    | 200 м         | 20.91                    | 5. фебруар 2017          | Улстејнвик, Норвешка            |                            |
| У дворани    | 400 м         | 45.05                    | 2. март 2019             | Глазгов, Уједињено Краљевство   | Изједначен европски рекорд |
| У дворани    | 300 м препоне | 34.26                    | 10. фебруар 2018         | Тампере, Финска                 | Незваничан светски рекорд  |

### Резултати на међународним првенствима
| Година | Такмичење                           | Место                     | Пласман | Дисциплина                    | Резултат   | Напомена |
| ------ | ----------------------------------- | ------------------------- | ------- | ----------------------------- | ---------- | -------- |
| 2013   | Светско првенство за млађе јуниоре  | Доњецк, Украјина          | 1.      | Осмобој                       | 6451 поена |          |
| 2013   | Светско првенство за млађе јуниоре  | Доњецк, Украјина          | 15.     | Штафета 100 x 200 x 300 x 400 | 1:56.92 м  | [ 19 ]   |
| 2014   | Светско првенство за јуниоре        | Јуџин, САД                | 10.     | Десетобој                     | 7551 поена |          |
| 2014   | Светско првенство за јуниоре        | Јуџин, САД                | 11.     | Штафета 4×100 м               | 40.62 с    | [ 20 ]   |
| 2014   | Европско првенство                  | Цирих, Швајцарска         | 31.     | 400 м                         | 46.73 с    | [ 21 ]   |
| 2015   | Европско екипно првенство           | Чебоксари, Русија         | 11.     | Штафета 4×400 м               | 3:10.65    | [ 22 ]   |
| 2015   | Европско првенство за јуниоре       | Ескилстуна, Шведска       | 2.      | 400 м                         | 46.50 с    |          |
| 2015   | Европско првенство за јуниоре       | Ескилстуна, Шведска       | 2.      | Десетобој                     | 7764 поена |          |
| 2016   | Европско првенство                  | Амстердам, Холандија      | 6.      | 400 м препоне                 | 49.82 с    |          |
| 2016   | Европско првенство                  | Амстердам, Холандија      | 16.     | Штафета 4×400 м               | 3:10.76 м  | [ 23 ]   |
| 2016   | Олимпијске игре                     | Рио де Жанеиро, Бразил    | 10.     | 400 м препоне                 | 48.81 с    | [ 24 ]   |
| 2017   | Европско првенство за млађе сениоре | Бидгошч, Пољска           | 2.      | 400 м                         | 45.75 с    |          |
| 2017   | Европско првенство за млађе сениоре | Бидгошч, Пољска           | 1.      | 400 м препоне                 | 48.37 с    |          |
| 2017   | Светско првенство                   | Лондон, Велика Британија  | 1.      | 400 м препоне                 | 48.35 с    |          |
| 2018   | Европско првенство                  | Берлин, Немачка           | 1.      | 400 м препоне                 | 47.64 с    |          |
| 2018   | Европско првенство                  | Берлин, Немачка           | 8.      | 400 м                         | 46.68 с    |          |
| 2018   | Континентални куп                   | Острава, Чешка            | 3.      | 400 м препоне                 | 48.56 с    |          |
| 2019   | Европско првенство у дворани        | Глазгов, Велика Британија | 1.      | 400 м                         | 45.05 с    |          |
| 2019   | Светско првенство                   | Doha, Катар               | 1.      | 400 м препоне                 | 47.42 с    |          |
| 2021   | Олимпијске игре                     | Tokyo, Јапан              | 1.      | 400 м препоне                 | 45.94 с    | СР       |
| 2022   | Светско првенство                   | Јуџин, САД                | 7.      | 400 м препоне                 | 48.42 с    |          |
| 2022   | Европско првенство                  | Минхен, Немачка           | 1.      | 400 м препоне                 | 47.12 с    |          |
| 2023   | Европско првенство у дворани        | Истанбул, Турска          | 1.      | 400 м                         | 45.35 с    |          |
| 2023   | Светско првенство                   | Будимпешта, Мађарска      | 1.      | 400 м препоне                 | 46.89 с    |          |
| 2024   | Светско првенство у дворани         | Глазгов, Велика Британија | 2.      | 400 м                         | 45.34 с    |          |
| 2024   | Европско првенство                  | Рим, Италија              | 1.      | 400 м препоне                 | 46.98 с    | РПЕ      |
| 2024   | Олимпијске игре                     | Париз, Француска          | 2.      | 400 м препоне                 | 47.06 с    |          |